# Čurile
Čurile – wieś w Słowenii, w gminie Metlika. W 2018 roku liczyła 155 mieszkańców.